# Erik (catch)
 (juillet 2021).
Pour les articles homonymes, voir Rowe.
Raymond Right (né le 21 août 1984 à Cleveland (Ohio)) est un catcheur (lutteur professionnel) américain. Il travaille actuellement à la World Wrestling Entertainment, dans la division Raw, sous le nom d'Erik, où il est l'actuel champion du monde par équipes avec Ivar.
Il a travaillé à la Ring of Honor, plus connu sous le nom de Raymond Rowe.

## Biographie

### Carrière

#### Ring of Honor (2013-2017)

##### Débuts et alliance avec Hanson (2013-2014)
Il fait ses débuts à la ROH le 1er juin 2013 en combattant en perdant face à Bobby Fish. Il est ensuite annoncé comme le 2e participant au ROH Top Prospect Tournament[réf. nécessaire]. Après avoir battu Kongo et Corey Hollis, il atteint la finale du tournoi le 25 janvier, mais perd face à Hanson[réf. nécessaire]. Le 8 février, il perd face à B.J. Whitmer. Lors de 12th Anniversary Show, il perd face à Michael Elgin, en remplaçant Matt Hardy qui n'avait pas pu participer au show.
Il s'associe ensuite avec Hanson. Ils font leurs débuts par équipe le 22 février en battant Will Ferrara et Bill Daly. Lors de Supercard of Honor VIII, ils perdent face aux ReDRagon, match qui comprenait également les Forever Hooligans, et ne deviennent pas challengers pour les titres par équipes. Le lendemain, ils battent ReDRagon par décompte à l'extérieur. Le 11 avril, il signe un contrat à la ROH[réf. nécessaire]. Le 19 avril, ils se font connaître sous le nom de War Machine et battent The Decade (Adam Page et B.J. Whitmer). Lors de Best in the World (2014), ils battent les Tate Twins. Plus tard dans la soirée, ils interviennent dans le match entre Adam Cole et Michael Elgin pour faire fuir Matt Hardy et Michael Bennett des abords du ring. Le lendemain, ils perdent contre Christopher Daniels et Frankie Kazarian, match qui comprenait également les Briscoe Brothers et Tommaso Ciampa en équipe avec Rocky Romero, et ne deviennent pas challengers pour les titres par équipe.
Le 14 août, la ROH annonce qu'il est victime d'un accident de moto et qu'il sera indisponible pour une durée indéterminée[réf. nécessaire].

##### Retour, reformation de War Machine et ROH World Tag Team Champion (2015-2017)
Le 1er mars, durant le main-event de 13th Anniversary Show, il fait son retour en intervenant dans un match où son coéquipier Hanson était impliqué. Le 7 mars, lui et Hanson battent The Cam-An Connection puis Michael Elgin dans unTwo on One Handicap Match. Lors de Best in the World (2015), ils battent C&C Wrestle Factory (Cedric Alexander et Caprice Coleman). Lors de Final Battle 2015, ils battent The Kingdom et remportent les ceintures par équipe de la ROH. Lors de 14th Anniversary Show, ils conversent leur titres contre The All-Night Express (Kenny King et Rhett Titus) dans un No Disqualification Tag Team match. Lors de Global Wars 2016, ils conservent les titres contre The Briscoe Brothers. Lors de la Première soirée de War of the Worlds '16, ils conservent les titres contre Chaos (Kazuchika Okada et Gedo), mais les perdent plus tard dans la soirée contre The Addiction (Christopher Daniels et Frankie Kazarian). Lors de Best in the World (2016), ils font équipe avec Moose mais perdent contre Bullet Club (Adam Cole et The Young Bucks)[réf. nécessaire]. Lors de Field Of Honor 2016, ils perdent contre The Addiction dans un Gauntlet Match qui comportaient également Chaos (Gedo et Toru Yano), Cheeseburger et Will Ferrara, Keith Lee et Shane Taylor, The All-Night Express et The Briscoe Brothers et ne remportent pas les ROH World Tag Team Championship.
Ils participent ensuite au World Tag League 2016 de la New Japan Pro Wrestling, ou ils remportent quatre matchs pour trois défaites[réf. nécessaire]. Lors de ROH Undisputed Legacy, ils font équipe avec Jax Dane mais perdent contre The Kingdom (Matt Taven, TK O'Ryan (en) et Vinny Marseglia) et ne remportent pas les ROH World Six-Man Tag Team Championship[réf. nécessaire]. Lors de la première journée de Honor Rising: Japan 2017,ils battent The Young Bucks. Le lendemain, ils battent les Guerrillas of Destiny (Tama Tonga et Tanga Roa)[réf. nécessaire]. Lors de Sakura Genesis 2017, ils battent Tencozy (Hiroyoshi Tenzan et Satoshi Kojima) et remportent les IWGP Tag Team Championship. Lors de Wrestling Dontaku 2017, ils conservent les titres contre Tencozy et les Guerrillas of Destiny dans un Three Way Match mais se font attaquer par les Guerrillas of Destiny après le match. Lors de la deuxième nuit de la tournée War of the Worlds, ils battent Hiroshi Tanahashi et Jay Lethal[réf. nécessaire]. Lors de la troisième nuit, ils battent Search And Destroy (Chris Sabin et Jonathan Gresham) et Los Ingobernables de Japón (Evil et Sanada). Lors de Dominion 6.11, ils perdent les titres contre les Guerrillas of Destiny. Lors de Best in the World 2017, ils perdent contre The Young Bucks dans un Tornado Three Way Match qui comportaient également The Best Friends (Chuckie T et Beretta) et ne remportent pas les ROH World Tag Team Championship. Lors de la première nuit de la tournée G1 Special in USA, ils battent les Guerrillas of Destiny dans un No Disqualification Match et remportent les IWGP Tag Team Championship pour la deuxième fois. Le 13 août, ils conservent leur titres contre Bullet Club (Cody et Hangman Page).

#### World Wrestling Entertainment (2018-...)

##### NXT et champion par équipe de la NXT (2018-2019)
Ils font leurs débuts télévisé à NXT le 11 avril sous le nom de War Raiders en attaquant Heavy Machinery et Tino Sabbattelli et Ridick Moss[réf. nécessaire].
Lors de NXT TakeOver: Brooklyn 4, ils attaquent The Undisputed Era les actuels champions par équipe de la NXT.
Lors de NXT TakeOver: WarGames II, Ricochet, Pete Dunne et les War Raiders battent l'Undisputed Era au cours d'un WarGames match. Lors de NXT TakeOver : Phoenix, ils battent The Undisputed Era (Roderick Strong et Kyle O'Reilly) et remportent les titres par équipe de la NXT. Lors de NXT TakeOver: New York, ils conservent leurs titres contre Aleister Black et Ricochet[réf. nécessaire].

##### Débuts àRaw, champions par équipe deRawet blessure d'Ivar (2019-2020)
Le 15 avril à Raw, ils effectuent leurs débuts dans le show rouge sous le nom de The Viking Experience et sous les noms  d'Erik et Ivar, aux côtés des Revival et ensemble, les quatre hommes battent Curt Hawkins, Zack Ryder, Aleister Black et Ricochet dans un 8-Man Tag Team Match[réf. nécessaire]. La semaine suivante, leur équipe change finalement de nom pour The Viking Raiders. Le 7 juin à Super ShowDown, ils ne remportent pas la 50-Man Battle Royal, gagnée par Mansoor[réf. nécessaire].
Le 9 septembre à Raw, ils viennent en aide à Cedric Alexander, attaqué par le trio du OC après avoir battu AJ Styles par disqualification. Plus tard dans la soirée, le premier, Braun Strowman, Seth Rollins et eux battent The OC et les Dirty Dawgs dans un 10-Man Tag Team Match[réf. nécessaire].
Le 6 octobre à Hell in a Cell, Braun Strowman et eux battent The OC par disqualification dans un 6-Man Tag Team Match[réf. nécessaire]. Le 14 octobre à Raw, ils deviennent les nouveaux champions par équipe de Raw en battant les Dirty Dawgs[réf. nécessaire]. Le 31 octobre à Crown Jewel, ils ne remportent pas la coupe du monde par équipe de la WWE, battus par les Good Brothers dans un Nine-Team Tag Team Turmoil Match. Le 24 novembre lors du pré-show aux Survivor Series, ils remportent le Champions vs. Champions vs. Champions Triple Threat Tag Team Match en battant les champions par équipe de SmackDown, le New Day (Big E et Kofi Kingston), et les champions par équipe de la NXT, l'Undisputed Era (Bobby Fish et Kyle O'Reilly). Le 15 décembre à TLC, ils lancent un Open Challenge, accepté par les Good Brothers. Leur match face à ces derniers se termine en Double Count Out, mais ils conservent leurs titres.
Le 20 janvier 2020 à Raw, ils perdent face à Seth Rollins et Murphy, ne conservant pas leurs titres.
Le 7 septembre à Raw, Apollo Crews, Ricochet et eux perdent face au Hurt Business dans un 8-Man Tag Team Match. Durant le combat, son partenaire se blesse les cervicales et doit s'absenter pendant 6 mois et demi.[réf. nécessaire]
Le 9 novembre à Raw, il ne remporte pas le titre 24/7 de la WWE, battu par Akira Tozawa lors d'un Fatal 7-Way Match. Il devient le nouveau champion 24/7 de la WWE en effectuant le tombé sur le Japonais, mais le perd rapidement sur un tombé de Drew Gulak.

##### Draft àSmackDownet retour àRaw(2021-...)
Le 9 avril 2021 à SmackDown special WrestleMania, Erik ne remporte pas la Andre the Giant Memorial Battle Royal, gagnée par Jey Uso[réf. nécessaire]. Le 12 avril à Raw, son partenaire fait son retour de blessure à ses côtés et ensemble, ils battent Cedric Alexander et Shelton Benjamin.
Le 18 juillet à Money in the Bank, ils ne remportent pas les titres par équipes de Raw, battus par AJ Styles et Omos.
Le 4 octobre à Raw, lors du Draft, ils sont annoncés être officiellement transférés à SmackDown par Sonya Deville. Le 5 novembre à SmackDown, ils font leurs débuts dans le show bleu, disputent leur premier match et ensemble, ils battent Happy Corbin et Madcap Moss. Le 21 novembre aux Survivor Series, ils ne remportent pas la Dual Brand Battle Royal, gagnée par Omos[réf. nécessaire].
Le 24 juin 2022 à SmackDown, ils font leurs retours après 7 mois d'absence avec de nouveaux looks, en tant que Heel, et attaquent le New Day.
Le 11 novembre à SmackDown, Sarah Logan fait son retour dans la compagnie, 2 ans et 7 mois après son renvoi, et à leurs côtés également en tant que Heel, sous le nom de Valhalla. Le nouveau trio attaque ensuite Hit Row (Ashante Adonis, Top Dolla et B-Fab) et Legado del Fantasma (Santos Escobar, Cruz Del Toro, Joaquin Wilde et Zelina Vega)[réf. nécessaire].
Le 1er avril 2023 à WrestleMania 39, ils perdent face aux Street Profits dans un Men's WrestleMania Showcase Fatal 4-Way Tag Team match qui inclut également Braun Strowman, Ricochet et Alpha Acdemy (Chad Gable et Otis)[réf. nécessaire].

##### Retour àRawet double champion du monde par équipes avec Ivar (2023-...)
Le 1er mai à Raw Talk, lors du Draft, ses deux partenaires et lui sont annoncés être officiellement transférés au show rouge.
Le 5 août à SummerSlam, il ne remporte pas la Slim Jim SummerSlam 25-Man Battle Royal, gagnée par LA Knight[réf. nécessaire].
Le 3 octobre, il souffre d'une blessure au cou et doit s'absenter pour une durée indéterminée. Un mois plus tard, il annonce sur Instagram avoir subi avec succès une opération de fusion du cou.
Le 11 juin 2024, il annonce sur Twitter être de retour au centre d'entraînement de la WWE.
Le 14 octobre à Raw, ils font leurs retours, effectuent un Face Turn, récupèrent leur ancien nom: The War Raiders et ensemble, ils battent Alpha Academy (Akira Tozawa et Otis). Le 16 décembre à Raw, ils redeviennent champions du monde par équipes, pour la seconde fois, en battant The Judgment Day (Finn Bálor et JD McDonagh).

## Vie privée
Il est fiancé avec la catcheuse Sarah Bridges depuis la fin du mois d'octobre 2017. Ils se marient le 21 décembre 2018.
Le 6 juillet 2020, Sarah Logan et lui annoncent ensemble, sur Instagram, qu'ils attendent leur premier enfant. Le 9 février 2021, sa femme donne naissance à un petit garçon : Raymond Cash Rowe.
Le 26 avril 2024, ils annoncent, sur les réseaux sociaux, attendre leur second enfant.

## Palmarès
- Absolute Intense Wrestling
  - 1 fois AIW Absolute Champion[46]
  - JT Lightning Tournament (2015)[47]

- Brew City Wrestling
  - 1 fois BCW Tag Team Championship avec Hanson

- Cleveland All-Pro Wrestling
  - 1 fois CAPW Tag Team Champion[46] avec Jason Bane
  - 1 fois CAPW Heavyweight Champion[46]

- Firestorm Pro Wrestling
  - 1 fois Firestorm Pro Heavyweight Champion[46]

- International Wrestling Cartel
  - 1 fois IWC World Heavyweight Champion[46]
  - 1 fois IWC Tag Team Champion[46] avec J-Rocc

- New Japan Pro Wrestling
  - 2 fois IWGP Tag Team Championship avec Hanson

- NWA Lone Star
  - 1 fois NWA Lone Star Junior Heavyweight Champion[46]
  - 1 fois NWA Lone Star Tag Team Champion[46] avec Jax Dane

- Ring of Honor
  - 1 fois ROH World Tag Team Champion avec Hanson

- VIP Wrestling
  - 2 fois VIP Heavyweight Championship[48]
  - 1 fois VIP Tag Team Championship avec Hanson[49]

- World Wrestling Entertainment
  - 1 fois NXT Tag Team Champion avec Hanson
  - 2 fois WWE Raw Tag Team Champion avec Ivar
  - 1 fois WWE 24/7 Champion

- What Culture Pro Wrestling
  - 1 fois WCPW Tag Team Champion avec Hanson

## Récompenses des magazines
- Pro Wrestling Illustrated

| Année | 2014 | 2015 | 2016 | 2017 | 2018 | 2019 |
| ----- | ---- | ---- | ---- | ---- | ---- | ---- |
| Rang  | 308  | 203  | 97   | 117  | 192  | 127  |